# Узбуђеност
Узбуђеност је подстицање развоја или узрок активности уопште. Занимљива или забавна активност се може описати као узбудљива, без обзира на њене физичке ефекте на чула. Узбуђеност значи деловати као стимуланс, подстиче примаоца на активност.
Посебна употреба израза је физиолошка узбуђеност, која се односи на сензорну ексцитацију, дејство различитих агенаса или облика енергије на рецепторе који генеришу акциони потенцијал који путују нервима до мозга. На површини тела или близу њега се налазе сензорни рецептори, попут фоторецептора у очној мрежњачи, рецептора за додир у кожи и хемијских рецептора у устима и носној шупљини. Постоје и сензорни рецептори у попречно-пругастим мишићима, зглобовима, дигестивном тракту и мембранама око органа као што су мозак, трбушна шупљина, бешика и простата (пружајући један извор сексуалне стимулације). Узбуђеност спољашњег или унутрашњег чула изазива нехотичне активности или покреће намере у акцији. Таква емоционална или мотивациона узбуђеност се типично доживљава субјективно (улази и налази се у свести). Опажање се може посматрати као концептуализована стимулација, која се, на пример, користи у резоновању и намерама. Када се опази телесна узбуђеност, традиционално се назива сензацијом, као што је нека врста додира, укуса или мириса, болна или пријатна. Сматра се психолошком стимулацијом која утиче на процесе размишљања или осећања.

## Перспектива
Узбуђеност се генерално односи на то како организми перципирају долазеће стимулусе, део је механизма стимулус—одговор. Једноставни организми углавном реагирају на узбуђеност на три начина: премало узбуђења узрокује стагнацију, превише смрт од стреса или немогућности прилагођавања, а средња количина их прилагођава и омогућава развој док их особа превладава. Сличне категорије или ефекти се примећују код психолошког стреса код људи, стога се узбуђеност описује као начин на који спољашњи догађаји изазивају одговор појединца у покушају да се носи са њим.

## Прекомерна узбуђеност
Могуће је хабитуација на одређени степен узбуђеност, а затим непријатност када дође до значајне промене у односу на тај ниво стимулуса. Човек се може навикнути на интензивне подражаје или убрзан живот и трпети апстинентске кризе кад се уклоне. Стрес и несрећа могу резултирати ненавикнутим нивоом стимулације.
Текућа, дуготрајна узбуђеност је за неке појединце штетна, а опуштенији и мање стимулисан живот може бити користан упркос могућој почетној нелагодности или стресу услед промене.
Појединци са неуролошким стањима попут аутизма или менталне заосталости могу бити склони претераној узбуђености и патњи од сензорног преоптерећења на нивоима стимулуса које други сматрају изузетним.
Киропрактичар Џејмс Вилсон је поставио хипотезу да дуготрајна прекомерна узбуђеност може на крају резултирати феноменом који се назива надбубрежни умор, али нема доказа да такво стање постоји.